# Asesinato de Karen Price
Karen Price (Gales, 1966 - Cardiff, Gales; c. 1981), conocida póstumamente como Little Miss Nobody, fue una joven galesa de 15 años víctima de asesinato que desapareció en 1981. Tras el hallazgo de su cadáver en 1989, el reconstructor facial británico Richard Neave utilizó su cráneo para crear un modelo de su aspecto físico. La reconstrucción y el cotejo del ADN del cadáver con el de los padres de Price permitieron identificar su cuerpo. El caso se citó como uno de los primeros en los que se utilizó la tecnología del ADN de este modo.

## Descubrimiento e identificación
El 7 de diciembre de 1989, dos obreros de la construcción que instalaban un jardín detrás de una casa en Cardiff (Gales) descubrieron una alfombra enrollada enterrada en el suelo. Al desenrollarla, aparecieron los restos óseos de una mujer joven. Había una bolsa de plástico colocada sobre su cabeza y tenía los brazos atados a la espalda. Los entomólogos forenses estudiaron los huevos de insectos alrededor del lugar del hallazgo y determinaron que la chica llevaba muerta entre 5 y 10 años. Cuando fracasaron los primeros intentos de identificar el cadáver, Richard Neave, de la Universidad de Mánchester, hizo una reconstrucción facial del cráneo con arcilla. Esta reconstrucción, junto con una comparación de muestras de ADN de la víctima y de los padres de Price, hizo posible la identificación.
La investigación policial descubrió que Price vivía en un hogar infantil y se había fugado en julio de 1981. No era la primera vez que se escapaba del hogar, pero en esta ocasión no regresó. Más tarde se dedicó a la prostitución. En 1991, Idris Ali y Alan Charlton, presuntos gestores de su captación como prostituta, fueron acusados de su asesinato. La acusación de Ali se redujo finalmente a homicidio involuntario, y fue puesto en libertad en 1994. Charlton continuó cumpliendo cadena perpetua.

## Revisión de las condenas
En febrero de 2014, la Comisión de Revisión de Casos Penales, organismo público responsable de investigar presuntos errores judiciales en Inglaterra, Gales e Irlanda del Norte, remitió la condena de Charlton al Tribunal de Apelación, afirmando que existía una «posibilidad real» de que la condena fuera anulada. En marzo de 2015, la comisión también remitió la condena de Ali al Tribunal de Apelación, afirmando que «existe una posibilidad real de que el Tribunal de Apelación concluya que la condena no es segura debido al riesgo de que el procesamiento constituya un abuso de proceso».
Se reveló que varios agentes de la policía de Gales del Sur que participaron en la investigación del asesinato de Price también habían trabajado en las investigaciones de los asesinatos de Lynette White y Philip Saunders, en los que seis hombres fueron condenados injustamente. Otros motivos de preocupación en el caso Price, según la comisión, incluían infracciones de la Ley de Policía y Pruebas Penales de 1984 (PACE) y del Código de Prácticas PACE, que rigen la detención, el trato y el interrogatorio de personas por parte de agentes de policía; la credibilidad de los testigos de cargo; «el trato opresivo por parte de la policía de testigos clave»; y la «veracidad de la declaración de culpabilidad del Sr. Ali».
En 2016, los recursos de ambos hombres fueron desestimados en el Tribunal de Apelación de Londres.